# Fedora (opera)
Fedora – opera z muzyką Umberta Giordana i librettem Artura Colauttiego, wystawiona po raz pierwszy w 1898 roku w Mediolanie.

## Osoby
- Księżna Fedora Romazow (Principessa Fedora Romazov) – sopran
- Hrabina Olga Sukarew (Contessa Olga Sukarev) – sopran
- Hrabia Loris Ipanow (Il conte Loris Ipanov) – tenor
- De Siriex, attaché ambasady – baryton
- Dymitr, groom (Dimitri) – alt
- Desiré, kamerdyner – tenor
- Baron Rouvel (Il barone Rouvel) – tenor
- Kirył, stangret (Cirillo) – baryton
- Borow, lekarz (Borov) – baryton
- Grecz, komisarz policji (Grech) – bas
- Lorek, chirurg – baryton

## Treść
Akcja opery rozgrywa się w końcu XIX wieku w Petersburgu (Akt I), Paryżu (Akt II) i w Szwajcarii (Akt III).
Akt I
W przeddzień ślubu Fedora oczekuje na swego narzeczonego w jego domu. Grecz i de Siriex przywożą konającego hrabiego, który w tajemniczych okolicznościach został śmiertelnie raniony. Podejrzenie morderstwa pada na Lorisa, który tego samego dnia rano odwiedził hrabiego, nie zastał go i odszedł nie czekając; w tym samym czasie zaginął list nieznanej treści, doręczony hrabiemu w przeddzień. W domu Lorisa policja nie zastaje nikogo. Hrabia umiera, a Fedora przysięga zemstę na jego zabójcy.
Akt II
Fedora rozkochała w sobie Lorisa by wydobyć od niego przyznanie się do zabójstwa, sama jednak darzy hrabiego uczuciami. W czasie przyjęcia w paryskiej rezydencji księżnej Loris wyznaje jej miłość i potwierdza, że to on zabił jej narzeczonego. Fedora daje Greczowi list oskarżający Ipanowa i jego brata o morderstwo, a policjant postanawia aresztować zabójcę i wywieźć go do Rosji. Loris zdradza księżnej szczegóły zabójstwa: jej narzeczony uwiódł żonę Ipanowa, czego dowodzi list, w którym na dodatek wyrażał się on lekceważąco o księżnej, swej narzeczonej. Przyłapany przez Lorisa z jego żoną usiłował go zabić i dopiero wtedy został przez niego śmiertelnie zraniony. Zrozumiawszy bezpodstawność swojego oskarżenia Fedora ukrywa Ipanowa przed Greczem.
Akt III
W alpejskiej willi Fedory, gdzie zamieszkała z Lorisem, pojawia się de Siriex. Przynosi wieści z Rosji: brat Lorisa zginął w więzieniu, a matka umarła z rozpaczy. Równocześnie Ipanow otrzymuje korespondencję z tymi samymi wiadomościami, lecz także ze wskazówką, kto jest tym tragediom winien: o aresztowaniu brata zdecydował donos rosyjskiej arystokratki mieszkającej w Paryżu. Fedora usiłuje usprawiedliwić denuncjatorkę, ale Loris przeklina ją, domyśliwszy się, że to właśnie ona jest sprawczynią nieszczęścia. Fedora zażywa truciznę, a Ipanow dopiero wówczas przebacza konającej.

## Historia utworu
Giordano już od 1889 roku zabiegał o możliwość operowej adaptacji melodramatu Fédora autorstwa Victoriena Sardou, napisanego w 1882 dla Sarah Bernhardt. Sardou zgodził się na opracowanie libretta dopiero po sukcesie Andrea Chénier w 1896 r. W prapremierowej obsadzie w 1898 r. wystąpili: Gemma Bellincioni (Fedora) i 25-letni wówczas Enrico Caruso (Loris). Opera odniosła sukces i jeszcze w tym samym sezonie znalazła się w repertuarze kilkunastu włoskich teatrów, szybko też trafiła na sceny zagraniczne. Wystawiono Fedorę m.in. w Wiedniu (1900), w Paryżu (1905), w Londynie (1906). Partię tytułową wykonywały wielkie soprany: Lina Cavalieri, Rina Giacchetti, Claudia Muzio, Maria Jeritza, Maria Caniglia, Renata Tebaldi, Magda Olivero, Maria Callas; następcami Carusa w partii Lorisa byli m.in. Giovanni Zenatello, Franco Corelli i Mario del Monaco.